# Типпа
Округ Типпа (англ. Tippah County) — округ штата Миссисипи, США. Население округа на 2000 год составляло 20826 человек. Административный центр округа — город Рипли.

## История
Округ Типпа основан в 1836 году.

## География
Округ занимает площадь 1186.2 км2.

## Демография
Согласно переписи населения 2000 года, в округе Типпа проживало 20826 человек (данные Бюро переписи населения США). Плотность населения составляла 17.6 человек на квадратный километр.